# Diver Down
Diver Down je peti album američkog hard rock sastava Van Halen, objavljen u travnju 1982. godine.

Na albumu se nalazi 12 pjesama, a njihov producent je Ted Templeman. 1998. godine u Americi je prodano preko 4 milijuna kopija albuma.

## Popis pjesama
Sve pjesme (osim onih koje su posebno naznačene) napisali su Michael Anthony, David Lee Roth, Edward Van Halen i Alex Van Halen.
1. "Where Have All the Good Times Gone!" (Ray Davies) – 3:04
2. "Hang 'Em High" – 3:28
3. "Cathedral" – 1:22
4. "Secrets" – 3:25
5. "Intruder" – 1:39
6. "Pretty Woman" (William Dees, Roy Orbison) – 2:55
7. "Dancing in the Street" (Marvin Gaye, Ivy Hunter, William Stevenson) – 3:45
8. "Little Guitars (Intro)" – 0:42
9. "Little Guitars" – 3:48
10. "Big Bad Bill (Is Sweet William Now)" (Milton Ager, Jack Yellen) – 2:45
11. "The Full Bug" – 3:21
12. "Happy Trails" (Dale Evans) – 1:05

## Osoblje
- David Lee Roth - vokal, akustična gitara, harmonika, klavijature
- Eddie Van Halen - gitara, klavijature
- Michael Anthony - bas-gitara
- Alex Van Halen - bubnjevi

## Singlovi
| Godina | Singl                                 | Top ljestvica     | Mjesto |
| ------ | ------------------------------------- | ----------------- | ------ |
| 1982   | "(Oh) Pretty Woman"                   | Billboard Hot 100 | 12     |
| 1982   | "(Oh) Pretty Woman"                   | Mainstream Rock   | 1      |
| 1982   | "Dancing in the Street"               | Billboard Hot 100 | 38     |
| 1982   | "Dancing in the Street"               | Mainstream Rock   | 3      |
| 1982   | "Secrets"                             | Mainstream Rock   | 22     |
| 1982   | "Little Guitars"                      | Mainstream Rock   | 33     |
| 1982   | "The Full Bug"                        | Mainstream Rock   | 42     |
| 1982   | "Where Have All The Good Times Gone!" | Mainstream Rock   | 17     |